# Castelo de Alva
O Castelo de Alva, de que subsistem vestígios, ergueu-se no lugar de Alva, freguesia de Poiares, no Município de Freixo de Espada à Cinta, Distrito de Bragança, em Portugal.
Os vestígios do Castelo de Alva, designadamente um primitivo torreão, foram considerados como Imóvel de Interesse Público por Decreto publicado em 20 de Outubro de 1955.

## História
Acredita-se que a primitiva ocupação de seu sítio remonte a um castro em época pré-histórica.
Durante a Idade Média, foi defendido por um castelo, do qual pouco se conhece, uma vez que, para a implantação do atual povoado, o mesmo foi arrasado e o terreno aplainado.

## Características
A planta do castelo medieval terá apresentado a forma ovalada, com tipologia semelhante aos de Freixo de Espada à Cinta, de Mós e de Urrós.